# Kabelfabrikationsturm
Ein Kabelfabrikationsturm ist ein Turmbauwerk zur Herstellung von Hochspannungskabeln, welche als Isolationsmaterial zwischen dem die Hochspannung führenden Innenleiter und der äußeren Abschirmung als Isolator vernetztes Polyethylen (VPE, im Englischen als XLPE abgekürzt) verwenden. Die Kunststoffschicht ist, je nach benötigter Spannungsfestigkeit und geplanten Einsatz, bis zu einigen 10 cm dick und muss zur Vermeidung von Störstellen im Isolator sehr gleichmäßig (homogen) sein um Teilentladung, die zu einer Zerstörung des Kabels im Betrieb führen würden, zu vermeiden. Zur Gewährleistung der Homogenität erfolgt der Herstellungsprozess unter Reinraumbedingungen.
Der Einsatz eines Kabelfabrikationsturms für Hochspannungskabel hat den Vorteil gegenüber einer Fertigung in einer horizontalen Anlage, dass der Flächenbedarf der Fabrik geringer ist und sich die Prozessschritte zur Herstellung der homogenen Isolationsschicht in vertikaler Ausrichtung leichter realisieren lassen.

## Realisierte Objekte
- Nexan-Werk, Halden, Norwegen (Höhe: 120 Meter)[1]
- Abbeville, Vereinigte Staaten (Höhe: 113,7 Meter)[2]
- Huntersville, North Carolina, Vereinigte Staaten[3]
- Jebel Ali, Dubai, Vereinigte Arabische Emirate[4]